# Markus Katzer
Markus Katzer (Bécs, 1979. december 11. –) osztrák válogatott labdarúgó, aki jelenleg a First Vienna játékosa.

## Sikerei, díjai
- Rapid Wien
  - Osztrák Bundesliga: 2004–05, 2007–08

## Külső hivatkozások
- EURO 2008 profil
- Markus Katzer adatlapja a National-Football-Teams.com oldalon (angolul)

- Transfermarkt profil